# 84号美国国道
84号美国国道（英語：U.S. Route 84）是一条东西方向的美国国道。该公路连接了佐治亚州利柏提縣和科罗拉多州帕戈萨斯普林斯，全长1,919英里。